# Bishan
För andra betydelser, se Bishan (olika betydelser).
Bishan, tidigare stavat Pishan, är ett yttre stadsdistrikt i storstadsområdet Chongqing i sydvästra Kina. Antalet invånare vid folkräkningen 2020 var 756 022.
Bishan härad tillhörde tidigare Sichuan-provinsen, men överfördes till Chongqing när staden fick provinsstatus 1997. Den 6 juni 2014 ombildades Bishan till stadsdistrikt i Chongqing storstadsområde.
Distriktet är indelat i sex stadsdelsdistrikt och nio köpingar.
Stadsdelsdistrikt (jiedao):

- Bicheng (璧城街道)
- Biquan (璧泉街道)
- Dalu (大路街道)
- Dingjia (丁家街道)
- Laifeng (来凤街道)
- Qinggang (青杠街道)

Köpingar (zhen):

- Batang (八塘镇)
- Daxing (大兴镇)
- Fulu (福禄镇)
- Guangpu (广普镇)
- Hebian (河边镇)
- Jianlong (健龙镇)
- Qitang (七塘镇)
- Sanhe (三合镇)
- Zhengxing (正兴镇)